# Lyons katolska universitet

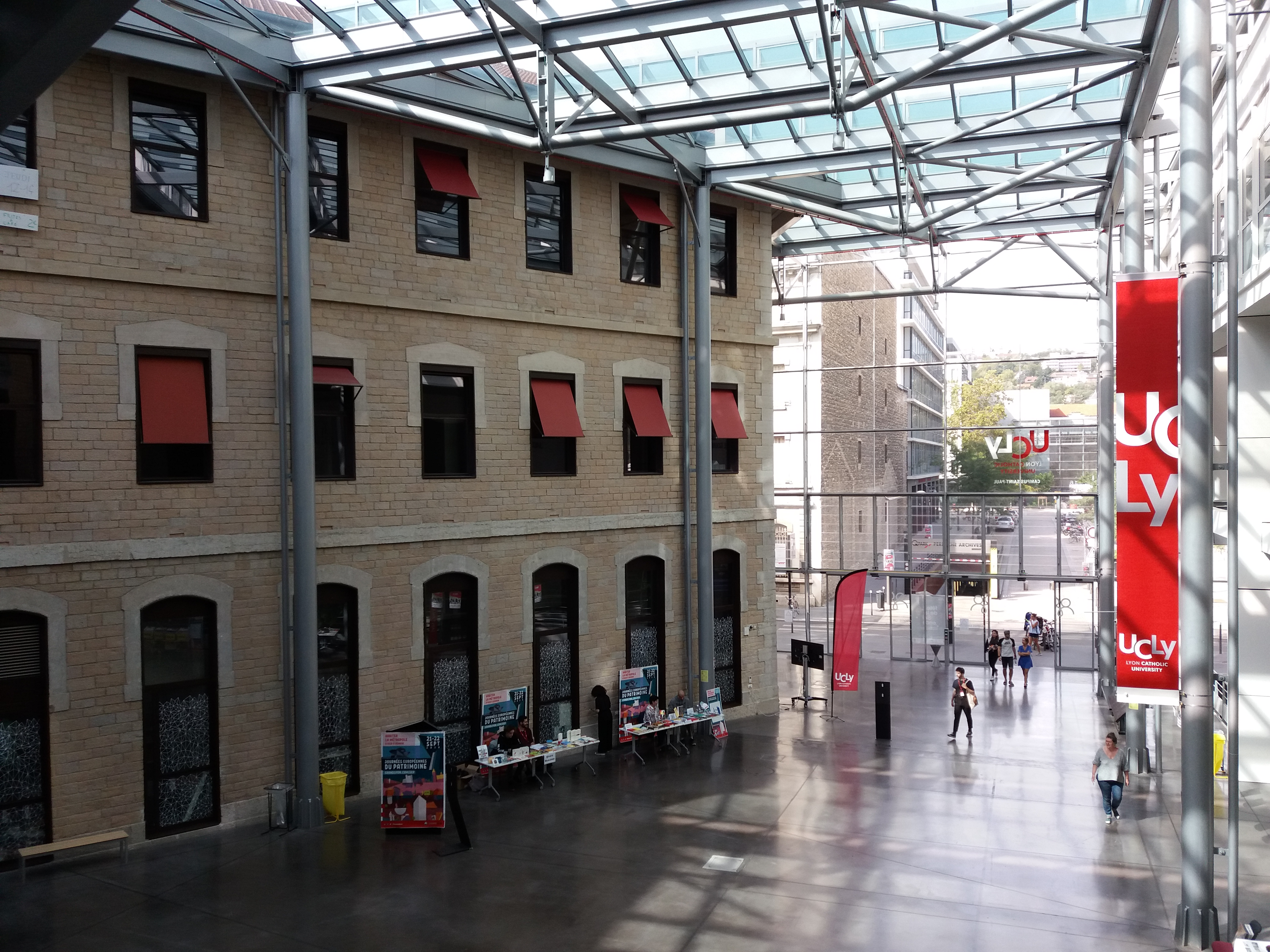
Entréhallen vid Lyons katolska universitet.

Lyons katolska universitet (franska: Université catholique de Lyon) är en högskola som drivs av Romersk-katolska kyrkan i den franska staden Lyon.
Universitet grundades 1875 efter initiativ från katolska lekmän och invigdes år 1877. Detta möjliggjordes genom lagen om frihet att bedriva universitet av den 12 juli 1875, till följd av vilken även de fyra andra katolska högskolorna i Frankrike tillkom.
6 500 studenter, däribland 1 300 från utlandet, finns vid universitetet, som är uppdelat på fem fakulteter (teologi, rätts-, ekonomi- och socialvetenskaper, filosofi och humaniora, litteratur- och språkvetenskaper, naturvetenskaper) och till vilket även hör sex specialiserade högskolor (Écoles Supérieures) liksom fyra associerade ingenjörsskolor.
Universitetets traditionella campus i närheten av Place Bellecour utökades 2005 med ytterligare ett campus vid Place Carnot.